# جون كاميرون (سياسي كندي، مواليد 1845)
جون كاميرون هو سياسي كندي، ولد في 16 مايو 1845 في East Hawkesbury ‏ في كندا، وتوفي في 8 أكتوبر 1919 في إدمونتون في كندا.